# Temple du Grand Bouddha de Zhangye
Le Temple du grand Bouddha (chinois : 张掖大佛寺) est un temple, situé à Zhangye, dans la province du Gansu, en République populaire de Chine. Il a la particularité de contenir une sculpture monumentale de bouddha couché.
Le temple du Grand Bouddha de Zhangye fut édifié il y a près de 900 ans, durant la première année du règne de l’empereur Yong’an Chong. Le temple fut construit en 1908 et restauré à l’époque de la dynastie Qing.
Le temple est classé depuis 1996, sur la 4e liste des Sites historiques et culturels majeurs protégés au niveau national pour le Gansu sous le numéro de catalogue 4-112.

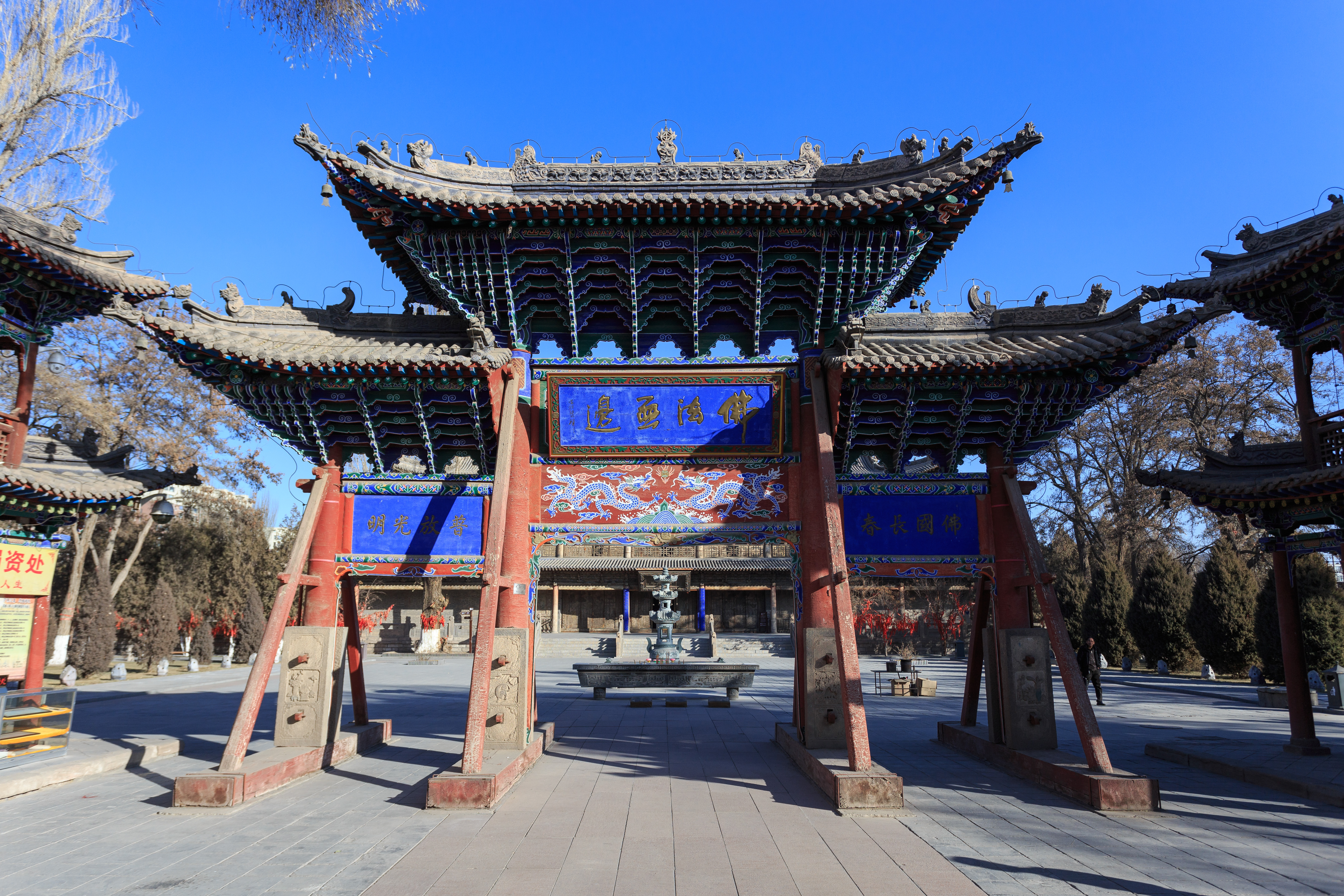
Paifang
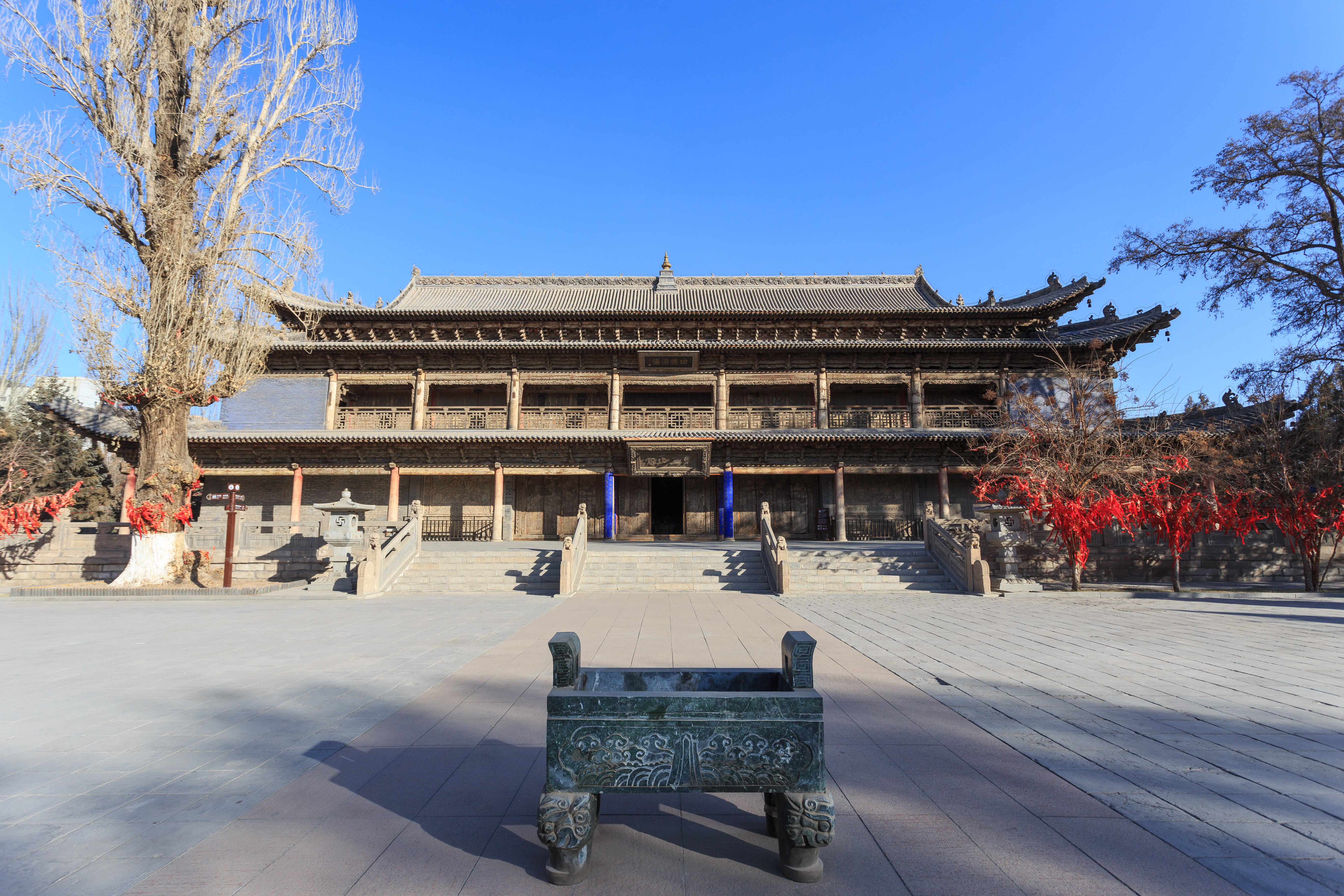
Halle du Grand bouddha
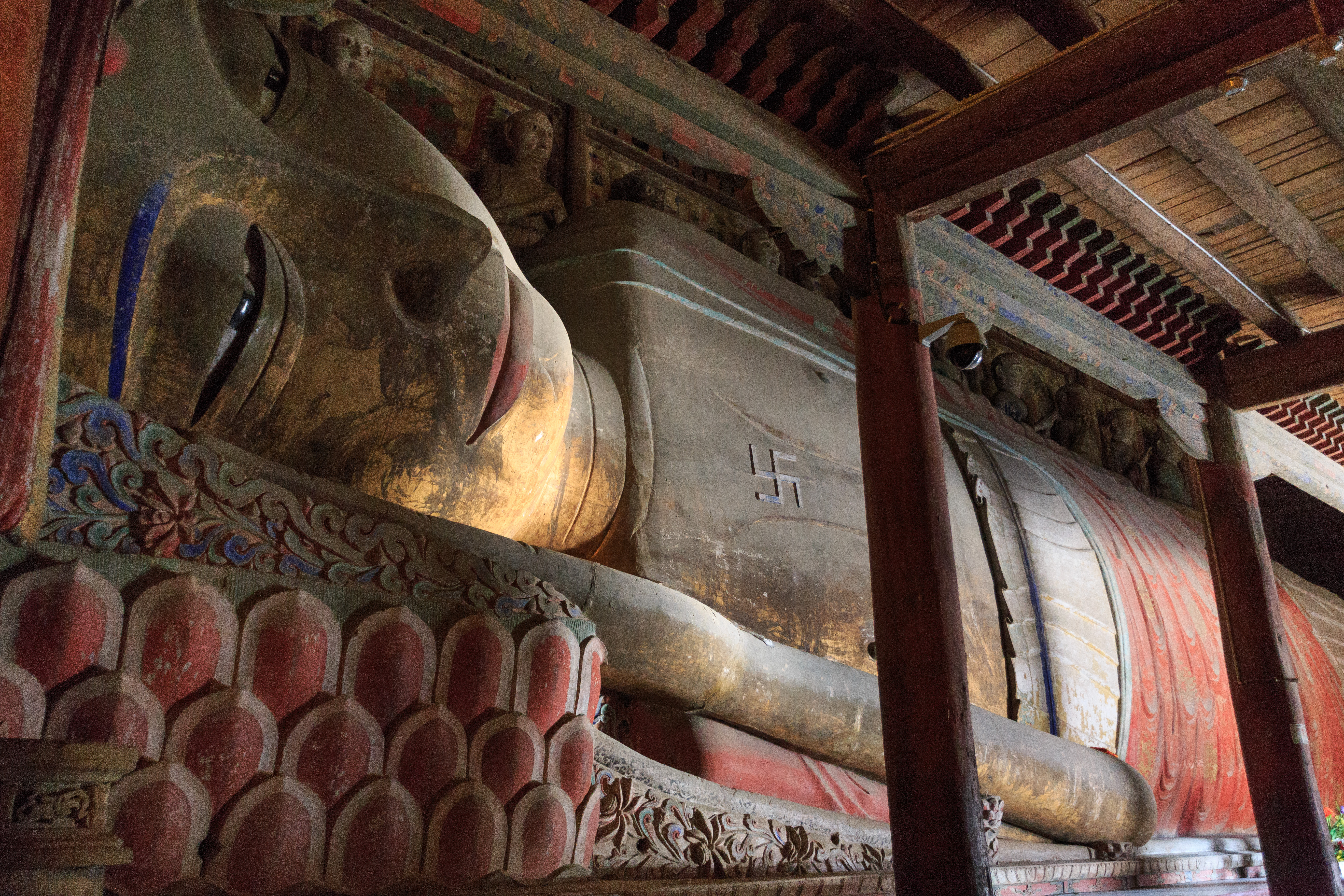
Grand bouddha
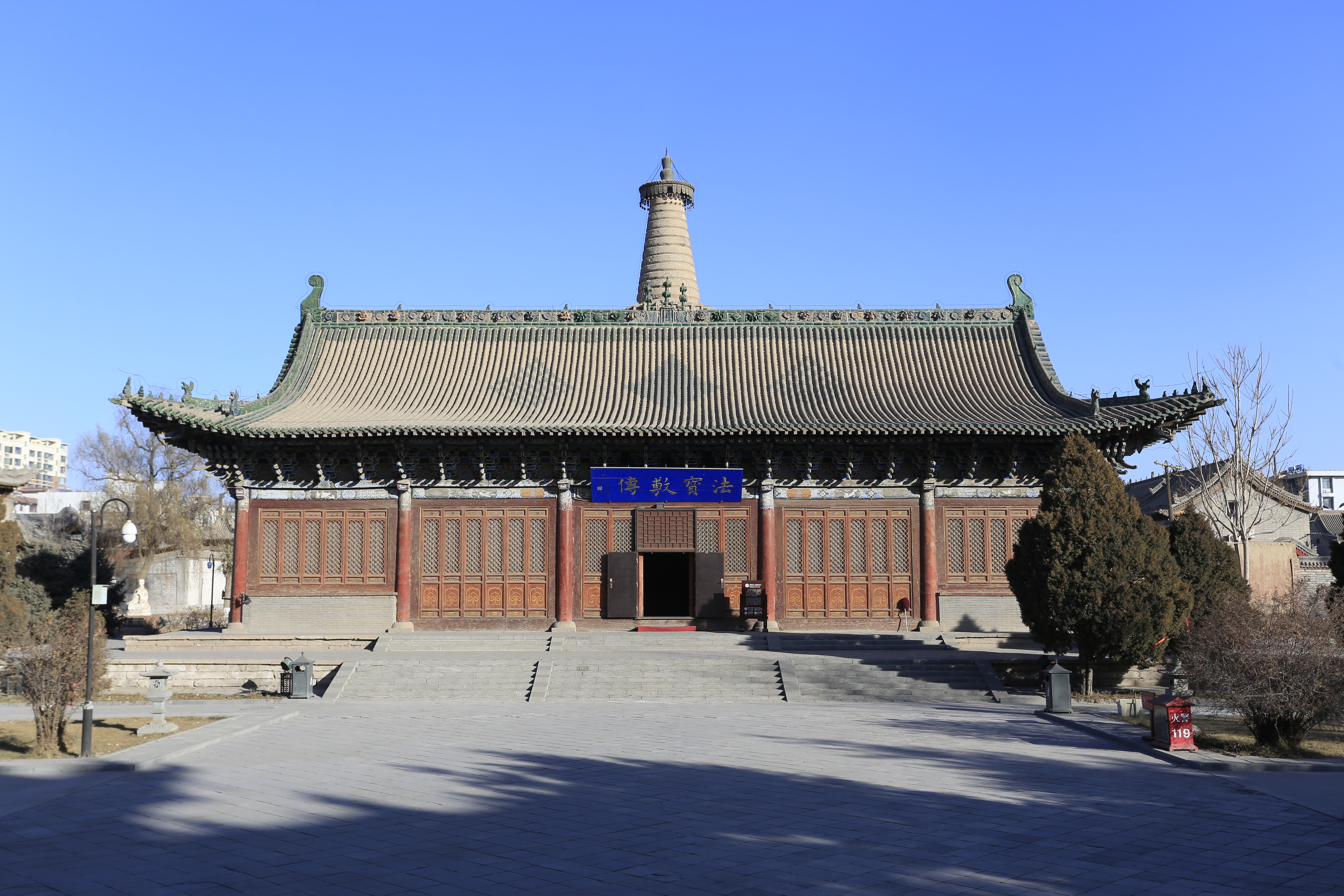
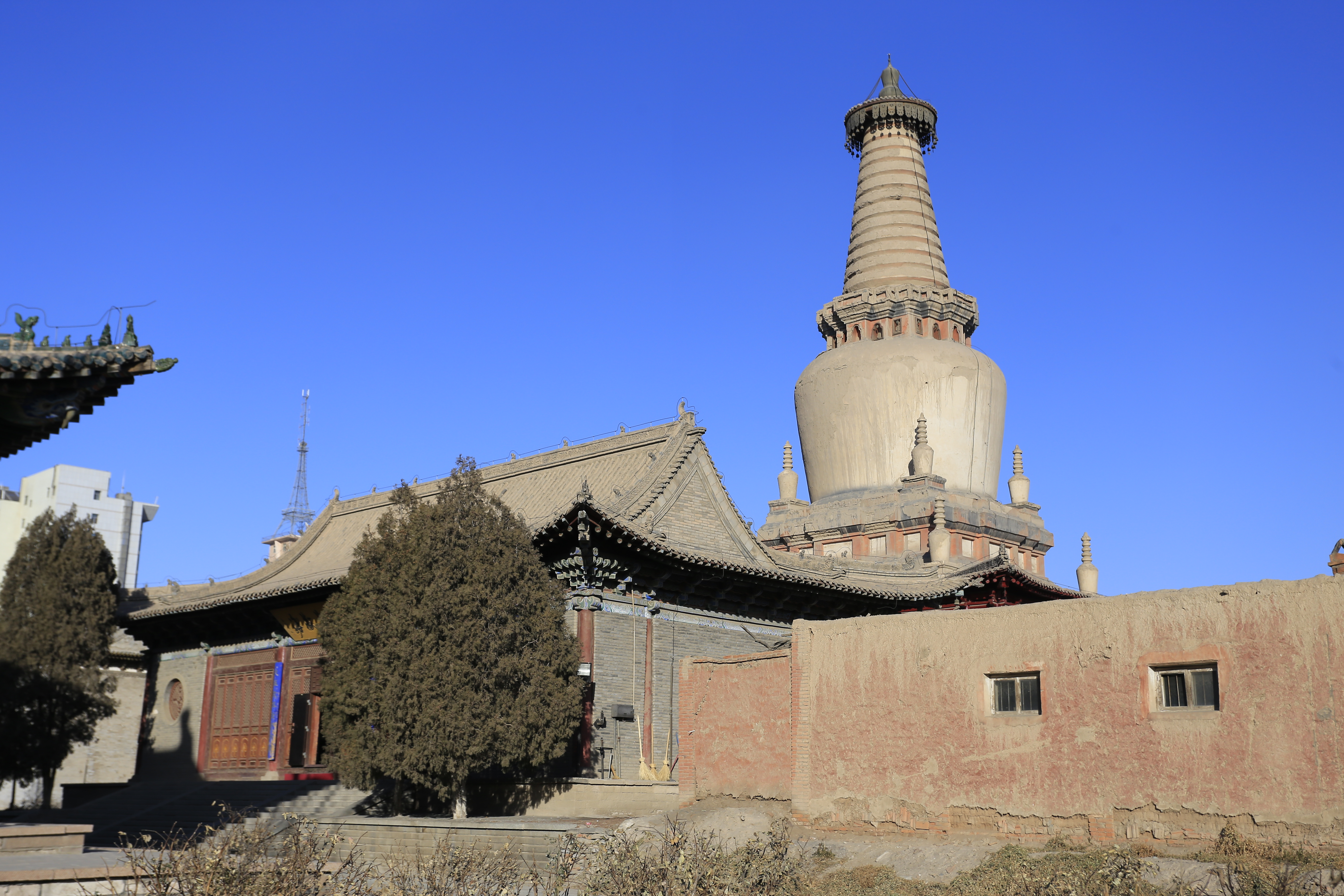
grande stupa.